# Dyscia permutata
Dyscia permutata är en fjärilsart som beskrevs av Franz Dannehl. Dyscia permutata ingår i släktet Dyscia och familjen mätare. Inga underarter finns listade i Catalogue of Life.